# Немија Тијалата
Немија Тијалата (енгл. Neemia Tialata; 15. јул 1982) професионални је новозеландски рагбиста, који тренутно игра за највећи клуб у Европи Тулуз. Родио се на Новом Зеланду, али је детињство провео у Америчкој Самои, има три сестре. Играо је за Велингон у ИТМ Купу и за Хјерикејнсе у Супер рагбију. У најјачој лиги на свету постигао је 3 есеја у 101 мечу за Хјерикејнсе. Пре доласка у Тулуз, играо је за француског друголигаша Бајон. За репрезентацију Новог Зеланда одиграо је 43 тест меча и постигао 2 есеја. У слободно време свира гитару и слика. Декларише се као хришћанин и верује у Бога. 